# William Bruhn-Möller
William Bruhn-Möller, född 12 februari 1887 i Helsingborg död 13 augusti 1964 i Stockholm var en svensk roddare. Han tävlade för Helsingborgs roddklubb.
William Bruhn-Möller deltog i de olympiska sommarspelen i Stockholm 1912. Han deltog i två klasser - inriggad fyra med styrman och åtta med styrman. Silverbesättningen i inriggad fyra med styrman bestod utöver William Bruhn-Möller av Ture Rosvall, Conrad Brunkman, Herman Dahlbäck och Wilhelm Wilkens som cox, d.v.s. styrman. Den svenska besättningen bestod av roddare från klubbar både i Malmö och Helsingborg men tävlade under OS för Roddklubben af 1912. Laget hade en engelsk tränare i Mr James "Jack" Farell. Farell hade anlitats av Svenska Olympiska Roddkommittén ett år tidigare för att sätta samman och träna lag inför OS. Guldmedaljen tog den danska båten från "Nykjøbings paa Falster" hand om med god marginal. Möjligen påverkades det svenska resultatet av att roddarna några timmar tidigare även hade deltagit i ett lopp för åtta med styrman där man åstadkom en femteplacering.